# Maison Gorsse
La maison Gorsse est une maison médiévale de Cordes-sur-Ciel, une commune du département français du Tarn. Elle est classée monument historique depuis le 23 mars 1951.

## Origine
La maison Gorsse est datée de la fin du XVe siècle. 

## Description
La maison est bâtie en angle en forme de L. La porte d'entrée est située dans l'angle rentrant. Le linteau porte un blason effacé. Les ouvertures sont rectangulaires, les plus grandes à meneau.
La toiture repose sur un encorbellement en pierre. 
À l'intérieur, un escalier à vis de quatre mètres de diamètre occupe toute une extension à l'arrière du bâtiment. 

## Sources